# Joan Pagés
Joan Pagés Viñe (Estartit, Gerona, 24 de junio de 1961) es un exjugador de baloncesto español que ocupaba la posición de pívot. 

## Carrera deportiva
Su carrera deportiva se inicia en las categorías inferiores del FC Barcelona, juega en el primer equipo del FC Barcelona donde gana una liga y una Copa del Rey. Después jugaría en el CB Hospitalet y en el Obradoiro Santiago, una temporada en cada uno. En el año 1983 ficha por el Magia de Huesca, donde se asienta durante 7 años y suena como fichaje para los grandes. Su presencia fue el principal motivo de que el club se pudiera permitir tener un americano exterior, algo poco usual en los 80. Jugador duro y no exento de clase, llegó a debutar internacionalmente con España, aunque los problemas físicos acabaron acortando una carrera que prometía mucho.

## Trayectoria deportiva
- Cantera FC Barcelona
- 1979-1981 FC Barcelona
- 1981-1982 C.B. Hospitalet
- 1982-1983 Obradoiro Santiago
- 1983-1990 Magia de Huesca